# Ф
Ф, ф – 22 litera podstawowej cyrylicy. Reprezentuje dźwięk /f/. Pochodzi od greckiej litery Φ.

## Kodowanie
| Znak                   | Ф                          | Ф                          | ф                        | ф                        |
| ---------------------- | -------------------------- | -------------------------- | ------------------------ | ------------------------ |
| Nazwa w Unikodzie      | Cyrillic Capital Letter Ef | Cyrillic Capital Letter Ef | Cyrillic Small Letter Ef | Cyrillic Small Letter Ef |
| Kodowanie              | dziesiątkowo               | szesnastkowo               | dziesiątkowo             | szesnastkowo             |
| Unicode                | 1060                       | U+0424                     | 1092                     | U+0444                   |
| UTF-8                  | 208 164                    | d0 a4                      | 209 132                  | d1 84                    |
| Odwołania znakowe SGML | &#1060;                    | &#x0424;                   | &#1092;                  | &#x0444;                 |
| Macintosh Cyrillic     | 148                        | 94                         | 244                      | F4                       |
| ISO 8859-5             | 196                        | C4                         | 228                      | E4                       |
| Windows-1251           | 212                        | D4                         | 244                      | F4                       |
| Code page 866          | 148                        | 94                         | 228                      | E4                       |
| Code page 855          | 171                        | AB                         | 170                      | AA                       |
| KOI8-R i KOI8-U        | 230                        | E6                         | 198                      | C6                       |